# آنتونیو بورژس
اآنتونیو بورژس (انگلیسی: António Borges؛ ۱۸ نوامبر ۱۹۴۹ – ۲۵ اوت ۲۰۱۳) یک سیاست‌مدار اهل پرتغال بود.